# Jovit Baldivino
Jovit Baldivino y Lasin (Rosario, Batangas, 16 de octubre de 1993-9 de diciembre de 2022) fue un cantante de p-pop y rock filipino, ganador del concurso de talentos Pilipinas Got Talent.

## Biografía
Fue nominado como uno de los artistas más jóvenes de su país por su talento; el estilo o género musical que interpretaba es el rock alternativo y fue etiquetado bajo registro del sello discográfico de "Star Records/Sony Music".

## Muerte
Jovit Baldovino falleció el 9 de diciembre del 2022, cuando, después de la interpretación de una canción de Navidad, presentó alteraciones en la dinámica respiratoria, consistente en disnea rápidamente progresiva originada por la presencia de hemorragia intracerebral y posterior estado de coma, irreversible a pesar del tratamiento establecido. Su diagnóstico de muerte fue aneurisma cerebral roto.

## Álbum
- Faithfully (2010)